# Club Social Cultural y Deportivo Muñiz
O Club Social Cultural y Deportivo Muñiz, conhecido como Muñiz, é um clube esportivo argentino da cidade de Muñiz, no partido (município) de San Miguel, pertencente à Buenos Aires. Fundado em 9 de julho de 1932, suas cores são o vermelho com branco. Sua principal atividade é o futebol, onde atualmente participa da Primera División D, a quinta e última divisão do futebol argentino para as equipes diretamente afiliadas à Associação do Futebol Argentino (AFA), entidade máxima do futebol na Argentina. Não possui estádio próprio, e tem na figura do Juventud Unida, também do partido (município) de San Miguel, seu principal rival.

## História
O clube afiliou-se à Associação do Futebol Argentino (AFA) em 1956, onde estreou no Tercera División de Ascenso (atual Primera D) do mesmo ano, na época, a quarta e última divisão do futebol argentino. Por vontade própria ficou desfiliado de 1964 até 1979. Em 1980 solicitou reingresso à AFA e em 1981 foi vice-campeão da Primera D e obteve seu primeiro acesso para a Primera C, a terceira divisão. O primeiro e único título do Muñiz veio com a conquista da Primera D de 1986–87. O clube coleciona um total de sete desfiliações na AFA (1964, 1990–91, 1994–95, 2001–02, 2005–06, 2007–08 e mais recentemente na temporada de 2010–11). Tem disputado os torneios da AFA de forma ininterrupta desde a temporada 2011–12.

## Cronologia no Campeonato Argentino de Futebol
| Período                 | Campeonato                                         | Divisão  | Associação | Ref.  |
| ----------------------- | -------------------------------------------------- | -------- | ---------- | ----- |
| 1956 — 1964             | Tercera División de Ascenso/Primera de Aficionados | Quarta   | AFA        | [ 1 ] |
| 1965 — 1979             | Desfiliação da AFA                                 |          |            | [ 1 ] |
| 1980 — 1981             | Primera División D                                 | Quarta   | AFA        | [ 1 ] |
| 1982 — 1984             | Primera División C                                 | Terceira | AFA        | [ 1 ] |
| 1985 — Apertura de 1986 | Primera División D                                 | Quarta   | AFA        | [ 1 ] |
| 1986–87                 | Primera División D                                 | Quinta   | AFA        | [ 1 ] |
| 1987–88 — 1989–90       | Primera División C                                 | Quarta   | AFA        | [ 1 ] |
| 1990–91                 | Primera División D                                 | Quinta   | AFA        | [ 1 ] |
| 1991–92                 | Desfiliação Regulamentária                         |          |            | [ 1 ] |
| 1992–93 — 1994–95       | Primera División D                                 | Quinta   | AFA        | [ 1 ] |
| 1995–96                 | Desfiliação Regulamentária                         |          |            | [ 1 ] |
| 1996–97 — 2001–02       | Primera División D                                 | Quinta   | AFA        | [ 1 ] |
| 2002–03                 | Desfiliação Regulamentária                         |          |            | [ 1 ] |
| 2003–04 — 2005–06       | Primera División D                                 | Quinta   | AFA        | [ 1 ] |
| 2006–07                 | Desfiliação Regulamentária                         |          |            | [ 1 ] |
| 2007–08                 | Primera División D                                 | Quinta   | AFA        | [ 1 ] |
| 2008–09                 | Desfiliação Regulamentária                         |          |            | [ 1 ] |
| 2009–10                 | Primera División D                                 | Quinta   | AFA        | [ 1 ] |
| 2010–11                 | Desfiliação Regulamentária                         |          |            | [ 1 ] |
| Desde 2011–12           | Primera División D                                 | Quinta   | AFA        | [ 1 ] |

## Títulos
| NACIONAIS | NACIONAIS          | NACIONAIS | NACIONAIS  |
| Divisão   | Competição         | Títulos   | Temporadas |
| --------- | ------------------ | --------- | ---------- |
| Quinta    | Primera División D | 1         | 1986–87    |